# Léon Dufour (naturaliste)
Pour les articles homonymes, voir Léon Dufour.
Jean-Marie Dufour, dit Léon Dufour, né le 10 avril 1780 à Saint-Sever et mort le 18 avril 1865 dans la même ville, est un médecin, entomologiste, arachnologue et botaniste français.

## Biographie

### Famille
Un ancêtre de Léon Dufour, Joannès, vigneron au Houga, épouse le 30 janvier 1680 Catherine Laborde. Ils ont un fils, Frix, chirurgien militaire qui participe à la bataille de Malplaquet le 11 septembre 1709 puis s'installe à Magnan, où il se marie avec Jeanne Lavergne le 21 juin 1731. Frix meurt en 1763, laissant trois enfants : Jeanne, Charles et Jean-Marie. Charles, né en 1738, étudie la médecine à Toulouse, où il est le disciple d'Antoine Portal, puis à Montpellier et Paris, où il obtient son doctorat. Il rentre à Saint-Sever où il se marie avec Marie de Brethous le 29 avril 1777. Ils ont cinq enfants : Agathe, Jean-Marie, Rosette et Sylvestre.

### Jeunesse (1780-1799)
Jean-Marie, dit Léon, naît le 10 avril 1780 à Saint-Sever et est baptisé le lendemain par le curé Tauzin. Il étudie chez le bénédictins jusqu’à ses 10 ans. En 1792, sa mère, noble, est incarcérée à Cazaubon mais échappe à la guillotine. Cette même année, il entre au collège de Saint-Sever, ancien couvent des jacobins et future école centrale des Landes où son père est professeur de botanique, zoologie, minéralogie et ostéologie humaine. Bon élève, Léon Dufour obtient plusieurs prix et, le 4 octobre 1800, un certificat dressé par ses professeurs le décrit comme « l’exemple de l’assiduité et de l’obéissance », trouve en lui « les qualités qui constituent un bon citoyen » et note des « heureuses dispositions aux études sérieuses ». À cette époque, il constitue un herbier avec les plantes qu’il récolte dans le jardin botanique de l’école, ainsi qu’une collection d’un millier d’insectes étiquetés.
En 1796, il participe à un voyage dans les Pyrénées avec d’autres élèves ainsi que son professeur de physique et de chimie, Alexis Basquiat-Murget, dans le but de récolter des plantes sauvages et de rencontrer, à la demande de son père, Louis Ramond de Carbonnières, nommé à l’école centrale de Tarbes. À la fin de l’été, ils arrivent à Bagnères-de-Bigorre, puis passent par Luz-Saint-Sauveur et Barèges, où ils rencontrent Ramond. Il lui offre plusieurs plantes, et c’est grâce à lui que se développe la passion pour l’entomologie de Léon Dufour, lorsqu’il montre au scientifique un coléoptère qu’il a capturé et que ce dernier lui montre comment l’étudier. Dans une lettre à Charles Dufour, Ramond rend compte de cette visite et traite très élogieusement le jeune homme. Le lendemain le groupe effectue l’ascension du pic du Midi de Bigorre, où Léon Dufour ramasse plusieurs plantes. Il réédite cet ascension en 1797 et 1799, année où il rend à nouveau visite à Ramond.

### Études à Paris (1799-1806)
À l’automne 1799, il part pour Paris en diligence avec son ami Julien Dufau, futur maire de Mont-de-Marsan. Après 8 jours, il arrive dans la capitale, où il restera jusqu’en mars 1806. Les deux étudiants entrent à l’école de médecine de Paris et logent dans la même chambre. Léon obtient de son père une pension de 1 000 puis de 1 200 francs pour les trois dernières années. Le 15 avril 1805, il réussit son examen d’anatomie et de physiologie lors d’un oral jugé par Alexis Boyer, Antoine Dubois et André Marie Constant Duméril. Le 5 août, il passe avec succès l’examen de pathologie et de nosologie. Les jurés sont Philippe Pinel, Jean-Louis Baudelocque et Jean Baptiste Jacques Thillaye. Le 9 décembre, la médecine, la chimie et la pharmacie, ainsi que les examinateurs Antoine-Laurent de Jussieu, Pierre Sue et Thillaye ne lui posent aucun problème. Il réussit les deux dernières épreuves : hygiène et médecine légale le 29 janvier 1806 et de clinique interne le 4 février.
En parallèle de ses études de médecine, Dufour assiste à l’Institut de France à de nombreuses conférences d’éminents scientifiques : Georges Cuvier, Louis Joseph Gay-Lussac, Bernard-Germain de Lacépède, Isidore Geoffroy Saint-Hilaire et Pierre-André Latreille. C’est ce dernier, surnommé le « législateur de l'entomologie », qui va donner sa vocation à Dufour et devenir son mentor et ami. Dufour et Dufau passent une partie de leur temps dans des cafés parisiens comme le café de Foy et leurs soirées dans des salles de spectacle. Le premier tient un « journal de Paris » dans lequel il évoque ses sorties et ses rencontres. Du 13 au 17 août 1804, il est à la forêt de Fontainebleau pour y étudier les insectes, les araignées et les plantes, particulièrement les lichens. Pendant ses excursions, il rencontre Louis-Augustin Bosc d'Antic, Louis-Marie Aubert du Petit-Thouars, Augustin-Pyramus de Candolle, Dominique Sébastien Léman et Jean-Baptiste Bory de Saint-Vincent.
Dufour se lié d’amitié avec le dernier, naturaliste et géographe, qui lui confie la surveillance de l’impression de son Voyage dans les quatre principales îles des mers d'Afrique pendant qu’il est appelé en tant qu’officier au camp de Boulogne. Dufour joue le rôle d’intermédiaire entre Bory, le libraire, l’imprimeur et le graveur. Dans un avis au lecteur qui précède l'ouvrage, Bory évoque « sa reconnaissance des soins que son ami, Léon Dufour, naturaliste, a bien voulu se donner pour surveiller l'impression de son manuscrit, tandis, qu'obligé, par son état, d'être aux Armées, il ne pouvait veiller à ce qu'on ne défigurât sa production » et ajoute « si l'ouvrage à quelque mérite, il en doit une grande partie à Léon Dufour, jeune homme modeste, dont le zèle pour l'histoire naturelle promet à cette science un de ses plus grands sujets ».
À la même époque, un voyage à Pondichéry, Chandernagor et aux Indes orientales est organisé par Joséphine de Beauharnais et Charles-Mathieu-Isidore Decaen. Il rencontre la première et décide d'y prendre part, mais Dufour se désiste après que le second lui eut refusé une solde. Le 10 novembre 1805, il publie un premier texte, une analyse de l'ouvrage de Latreille Genera Crustaceorum et Insectorum dans Le Moniteur universel.
Le 14 mars 1806, il soutient sa thèse intitulée Propositions générales pour divers points de médecine, une série de 20 propositions dédiées à son père. Il y évoque la nécessité pour les médecins de connaître la botanique (proposition II), l'importance de la chronobiologie (proposition VI), la retenue nécessaire dans l'usage des vomitifs et purgatifs (proposition VIII), l'attention à diriger vers les maladies sexuellement transmissibles (proposition XIII). Il obtient finalement son doctorat le 14 mars 1806.
Pendant ces années à Paris, Dufour noue de nombreuses relations : avec Latreille — avec qui il échangera jusqu'au 7 décembre 1832 —, Guillaume-Antoine Olivier, André Marie Constant Duméril — qui lui demande de corriger sa Zoologie analytique — et Johan Christian Fabricius — qu'il rencontre en 1804 et 1805.

### Voyage de Paris à Saint-Sever (1806)
Le 25 mars 1806, Dufour part de la rue Montmartre dans une diligence. Il fait étape à Melun, Montereau-Fault-Yonne, Sens (le 26), Joigny, Autun (le 28), Chalon-sur-Saône, Tournus, Mâcon, Villefranche-sur-Saône, Lyon (du 30 mars au 2 avril), Vienne, Condrieu, Tournon-sur-Rhône, Valence (le 4 avril), Viviers, Avignon (le 5), Beaucaire (du 5 au 11), Nîmes, Montpellier (du 13 avril au 16 mai), Maguelone, Nîmes (le 17), Tarascon, Saint-Rémy-de-Provence, Aix-en-Provence, Marseille (du 4 au 14 juin, rue Saint-Ferréol), Aubagne, Toulon (du 15 au 23), Porquerolles (le 19), Hyères, l'île d'If, Salon-de-Provence (le 29), Arles (le 1er juillet), Gigean (le 13), Béziers (le 14), Trèbes, Castelnaudary (le 16), Toulouse (du 17 au 20), Gimont, Auch, Vic-Fezensac (le 22), Nogaro, Le Houga, Grenade-sur-l'Adour, puis arrive à Saint-Sever le 24.
Pendant ce voyage, il rencontre notamment Jean-Emmanuel Gilibert, botaniste en ancien maire de Lyon, Pierre Marie Auguste Broussonet, botaniste et député, Marcel de Serres, géologue et naturaliste, et Antoine Gouan, botaniste et ichtyologiste. Il ramène 394 espèces de plantes, dont une grande partie sont intégrées à son herbier.
De ce voyage de 4 mois, Dufour rédige un Journal d'un voyage depuis Paris jusqu'à Saint-Sever, un manuscrit de plus de 200 pages qui rassemble ses rencontres, remarques, réflexions et observations sur les coutumes, mets, bâtiments, habits et fêtes locales des villes et provinces qu'il traverse, mais aussi les plantes, insectes et arthropodes qu'il rencontre.

### Médecin à Saint-Sever (1806-1808)
Le 24 juillet 1806, il est accueilli triomphalement à Saint-Sever. Après un mois à exercer en tant que médecin dans les Landes, il regrette Paris, et décrit dans une lettre à Bory son ennui : « ici je n'apprends rien, je ne fais presque rien ». Il continue tout de même ses échanges épistolaires avec Bory et Latreille et tient un journal d'observations médicales où il décrit ses patients et leurs pathologies.
En parallèle de son activité, il se consacre à la botanique et commence à rédiger une lichénographie, après une visite à Philippe-Isidore Picot de Lapeyrouse, naturaliste et maire de Toulouse. Ce dernier rédige avec l'aide de Dufour une Histoire abrégée des plantes des Pyrénées, qui paraît en 1813. Finalement, il abandonne l'étude des Lichens, dégoûté par l'individualisme et le manque d'ordre qui règne en botanique.
En septembre 1807, il reçoit Augustin-Pyramus de Candolle, botaniste et zoologiste, partant en excursion dans les Pyrénées. Les deux s'entendent bien, et Dufour recommence la rédaction de sa lichénographie tandis que De Candolle, de retour à Paris, propose au ministre de l'intérieur Emmanuel Crétet de confier au Landais la rédaction d'un ouvrage sur les champignons comestibles et vénéneux de son département. Séduit, le ministre fait, le 19 octobre 1807, une proposition à Dufour. Malgré les encouragements de Bory et Latreille, il refuse la proposition, mais rédige néanmoins, en 1840, une Notice botanique et culinaire sur les champignons comestibles du département des Landes. Finalement, il abandonne totalement la botanique pour l'entomologie, et déclare dans une lettre à Latreille : « l'entomologie m'offre une carrière plus fertile en objets nouveaux, en observations piquantes, me voilà devenu un gobe-mouche ».

### Médecin militaire (1808-1814)
À partir de septembre 1807, 1 500 à 3 000 hommes stationnent à Saint-Sever avec l'ordre de se masser à la frontière espagnole. Début 1808, le docteur Bardol, ami de Dufour et médecin en chef de l'armée des côtes de l'Océan, lui propose un poste de médecin ordinaire dans l'armée. Le 17 mars, il annonce Bory qu'il part pour l'Espagne avec une solde de 2 000 francs, et part à cheval vers la frontière le 22, en ayant pris soin de confier ses collections entomologiques à un naturaliste de Nuremberg, Jockisch.
Dufour est réquisitionné le 1er janvier 1808 et franchit la frontière à Irun, passe par Burgos, Aranda de Duero et Somosierra pour arriver à Madrid en avril.  Il est attaché au quartier général du général Bon-Adrien Jeannot de Moncey, et, n'ayant que peu de travail, se consacre à l'entomologie. Le 2 mai, lors du soulèvement du Dos de Mayo, il est pris dans une fusillade place Red de San Luis, mais réussit à rejoindre son domicile rue Angosta San-Bernardo. Le 20 juillet, il assiste à l'entrée dans Madrid de Joseph Bonaparte, roi d'Espagne. Le 30 juillet, après la défaite de Bailén, il organise l'évacuation des blessés et malades et fuit, abandonnant ses collections entomologiques et botaniques. Le 23 novembre, il organise l'évacuation des blessés de la bataille de Tudela. La ville prise, il est chargé de transformer ses nombreux couvents pour les emménager en hôpitaux. Il est contaminé par le typhus le 11 décembre, et reste entre la vie et la mort jusqu'au 1er mars 1809.

### Carrière

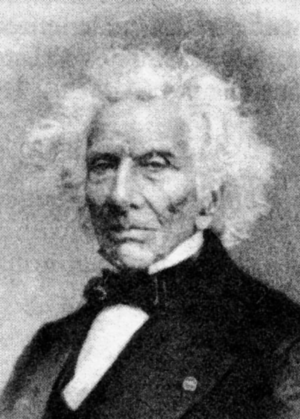
Photographie de Léon Dufour.

En 1816, il escalade le pic de Ger et le pic du Midi d'Ossau. En 1820, avec Charles-François Brisseau de Mirbel, il se lance dans une expédition scientifique dans les Pyrénées. Le 14 juillet 1833, il atteint le sommet du pic d'Anie après une semaine d’excursion. En 1861, il escalade le pic du Canigou, et en 1863, à 83 ans, le pic du Midi de Bigorre.
L'un de ces travaux publié sur «Observations sur les métamorphoses du  Cerceris bupresticide, et sur l'industrie et l'instinct entomologique de cet Hyménoptère»  inspirera Jean-Henri Fabre. Les deux hommes auront une petite correspondance.

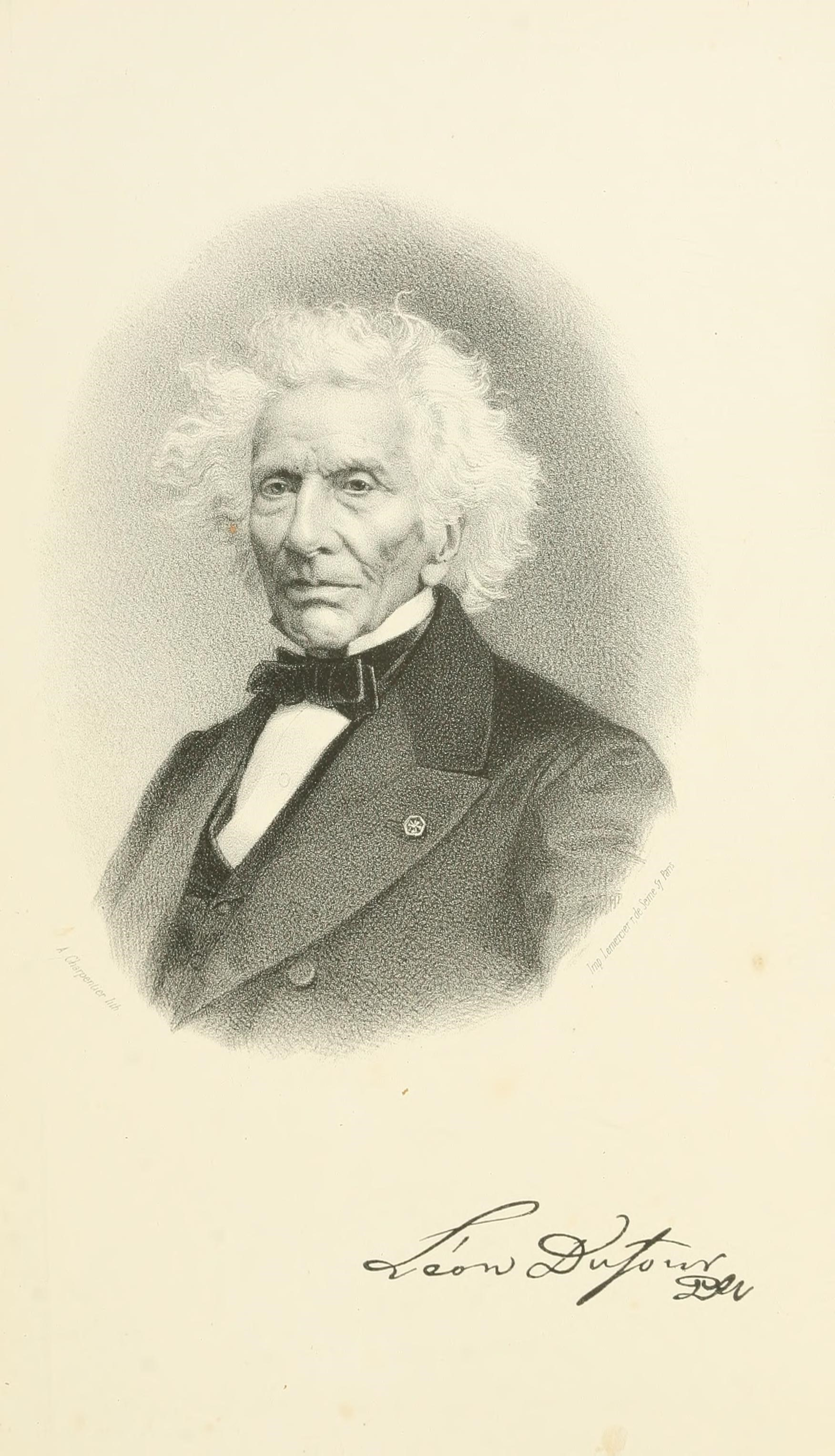
Léon Dufour en 1868.

Il est le premier à décrire la glande abdominale trouvée chez les femelles de presque tous les membres du sous-ordre Apocrita, cette glande porte son nom "glande de Dufour" . Cette glande est utilisée pour secréter des substances chimiques qui varient selon les espèces (communication, composant pour la construction d'un nid, alimentation pour les larves etc).
Il est membre de la société botanique de France, de la société linnéenne de Bordeaux, de la société linnéenne de Paris (1821-1865), de la société linnéenne de Lyon (1823-1865), de l’Académie des sciences (1830-1865), de la société entomologique de France (1832-1865), dont il est président d’honneur à partir de 1860, de l’Académie d'agriculture de France (1856-1865) et de l’Académie nationale de médecine (1859-1865).

## Publications

### Publications scientifiques
- Propositions générales sur divers points de médecine, Paris, Didot, 1806, 11 p. (présentation en ligne, lire en ligne)
- Recherches anatomiques et physiologiques sur les hémiptères, Paris, Bachelier, 1833, 287 p. (OCLC 26990986, présentation en ligne, lire en ligne)
- Sur la circulation dans les insectes, Bordeaux, Lafargue, 1849, 40 p. (OCLC 63605469, présentation en ligne, lire en ligne)
- Recherches anatomiques et physiologiques sur les diptères, accompagnées de considérations relatives a l'histoire naturelle de ces insectes, Paris, 1851, 173 p. (présentation en ligne, lire en ligne)
- Histoire anatomique et physiologique des scorpions, Paris, Académie des Sciences, 1856, 95 p. (OCLC 8524512, présentation en ligne, lire en ligne)
- Anatomie, physiologie et histoire naturelle des galeodes, Paris, Imprimerie Impériale, 1861, 109 p. (OCLC 25636238, présentation en ligne, lire en ligne)
- Influence de la lumière sur la forme et la structure des feuilles, Paris, Masson, 1887, 106 p. (présentation en ligne, lire en ligne)

### Herbier
Le jardin botanique de Bordeaux conserve de nombreux herbiers de la main de Léon Dufour. Ils ont été numérisé par les archives départementales des Landes sous les côtes 1.1 à 23.4.

### Autres
- Souvenirs et impressions de voyage sur des excursions pyrénéennes, Bordeaux, Lafargue, 1848, 83 p. (présentation en ligne, lire en ligne)
- À travers un siècle, Paris, Rothschild, 1888, 348 p. (présentation en ligne, lire en ligne)

## Genres  décrits

### Entomologie
- Xylocoris (en), 1831[ICZN 1]
- Anoplius, 1834[ICZN 2]
- Cephalocteus (pl), 1834[ICZN 3]

### Arachnologie
- Palpimanus, 1820[ICZN 4]
- Uroctea, 1820[ICZN 5]
- Caeculus (pl), 1832[ICZN 6]
- Tetranychus, 1832[ICZN 7]

### Microbiologie
- Gregarina, 1828[ICZN 8]
- Sphaerularia (en), 1837[ICZN 9]

## Distinctions
Léon Dufour est récompensé à plusieurs reprises pour ses travaux. Il est nommé :
- Chevalier de la Légion d'honneur, le 1er mai 1831[7]
- Officier de la Légion d'honneur, le 11 août 1859 [7]